# Modelado de cavitación
El modelado de cavitación es un tipo de dinámica de fluidos computacional (CFD) que representa el flujo de fluido durante la cavitación. Abarca una amplia gama de aplicaciones, como bombas, turbinas hidráulicas, inducidores de bomba y cavitación de combustible en orificios, como los que se encuentran comúnmente en los sistemas de inyección de combustible.

## Categorías de modelos
Los esfuerzos de modelización pueden dividirse en dos grandes categorías: «modelos de transporte de vapor» y «modelos de burbujas discretas».

### Modelo de transporte de vapor
Los modelos de transporte de vapor son los más adecuados para la cavitación a gran escala, como la cavitación laminar que se produce a menudo en timones y hélices. Estos modelos incluyen interacciones bidireccionales entre las fases.

### Modelo de burbujas discretas
El modelo de burbuja discreta incluye los efectos del fluido circundante sobre las burbujas. Modelos de burbuja discreta, por ejemplo, el de Rayleigh-Plesset, Gilmore  y Keller-Miksis, describen la relación entre la presión externa, el radio de la burbuja y la velocidad y aceleración de la pared de la burbuja.

## Modelado bifásico
El modelado bifásico es el modelado de las dos fases, como en un código de superficie libre. Dos tipos comunes de modelos bifásicos son los «modelos de mezcla homogénea» y los «modelos de interfaz nítida». La diferencia entre ambos modelos radica en el tratamiento del contenido de las celdas que contienen ambas fases.

### Modelos de mezcla homogénea
Los esfuerzos más recientes de modelización de la cavitación han utilizado modelos de mezcla homogénea, en los que se supone que el contenido de las celdas individuales es uniforme. Este enfoque es el más adecuado para modelar un gran número de burbujas que son mucho más pequeñas que una celda. La desventaja de este enfoque es que cuando las cavidades son más grandes que una celda, la fracción de vapor se difunde por las celdas vecinas mediante el «modelo de transporte de vapor».
Esto difiere de los «modelos de interfaz nítida» en que el vapor y el líquido se modelan como fases distintas separadas por una interfaz.

### Modelos de interfaz nítida
En los modelos de interfaz nítida, la interfaz no se difunde por advección. El modelo mantiene una interfaz nítida. Naturalmente, esto solo es apropiado cuando el tamaño de la burbuja es al menos del orden de unas pocas celdas.

## Modelos de cambio de fase
Los modelos de cambio de fase representan la transferencia de masa entre las fases. En la cavitación, la presión es responsable de la transferencia de masa entre las fases líquida y vapor. Esto contrasta con la ebullición, en la que la temperatura provoca el cambio de fase. Existen dos categorías generales de modelos de cambio de fase utilizados para la cavitación: los «modelos barotrópicos» y los «modelos de equilibrio». En esta sección se analizarán brevemente las ventajas y desventajas de cada tipo.

### Modelo barotrópico
Si la presión es mayor que la presión de vapor, entonces el fluido es líquido, de lo contrario vapor. Esto significa que la densidad del agua líquida se considera como la densidad del fluido si la presión es mayor que la presión de vapor y la densidad del vapor de agua se considera cuando la presión es menor que la presión de vapor del agua a temperatura ambiente.

### Modelo de equilibrio
El modelo de equilibrio requiere la solución de la ecuación de energía. Se utiliza la ecuación para el estado del agua, con la energía absorbida o liberada por el cambio de fase creando gradientes de temperatura locales que controlan la velocidad del cambio de fase.

## Modelos de dinámica de burbujas
Se han propuesto varios modelos para la dinámica de burbujas:

### Rayleigh
El modelo de Rayleigh es el más antiguo, data de 1917. Este modelo fue desarrollado por Lord Rayleigh. Describe un espacio vacío en el agua, influenciado por una presión externa constante. Su suposición de un espacio vacío dio lugar al nombre de cavidad que todavía se utiliza.
La ecuación de Rayleigh, derivada de las ecuaciones de Navier-Stokes para una burbuja esféricamente simétrica convectada con el flujo con presión externa constante, dice:
{\displaystyle R{\ddot {R}}+{\frac {3}{2}}{\dot {R}}^{2}={\frac {p(R)-p_{\infty }}{\rho _{L}}}}

### Rayleigh-Plesset
Basándose en el trabajo de Lord Rayleigh, Plesset incluyó los efectos de la viscosidad, la tensión superficial y una presión externa no constante en la ecuación. Esta ecuación dice
{\displaystyle R{\ddot {R}}+{\frac {3}{2}}{\dot {R}}^{2}={\frac {p_{i}-p_{\infty }-{\frac {2\sigma }{R}}-{\frac {4\mu }{R}}{\dot {R}}}{\rho _{L}}}}

### Gilmore
La ecuación de Gilmore tiene en cuenta la compresibilidad del líquido. En su derivación, el término viscoso solo está presente como producto con la compresibilidad. Este término se descuida. El término resultante es:
{\displaystyle (1-{\frac {{\dot {R}}(t)}{c(R)}})R(t){\ddot {R}}(t)+{\frac {3}{2}}(1-{\frac {{\dot {R}}(t)}{3c(R)}}){\dot {R}}^{2}(t)=(1+{\frac {{\dot {R}}(t)}{c(R)}})H(R)+(1-{\frac {\dot {R}}{c(R)}}){\frac {R}{c(R)}}{\dot {H}}(R)}
En la que:
{\displaystyle H={\frac {n}{n-1}}{\frac {p_{\infty }(t)+B}{\rho _{L}}}\left[({\frac {P+B}{p_{\infty }(t)+B}})^{\frac {n-1}{n}}-1\right]}
{\displaystyle c=c_{0}\left({\frac {p_{g}(t)-2\sigma /R+B}{p_{\infty }(t)+B}}\right)^{\frac {n-1}{2n}}}
{\displaystyle {\dot {H}}={\frac {D}{p_{\infty }(t)+B}}H-{\frac {D}{\rho }}({\frac {P+B}{p_{\infty }(t)+B}})^{\frac {n-1}{n}}+{\frac {\dot {R}}{\rho _{L}R}}\left[{\frac {p_{\infty }(t)+B}{P+B}}\right]^{\frac {1}{n}}\left[{\frac {2\sigma }{R}}-3kp_{g}(t)\right]}

### Otros
A lo largo de los años, se han desarrollado otros modelos haciendo diferentes suposiciones en la derivación de las ecuaciones de Navier-Stokes.